# Carl Freter
Carl Freter, auch Karl (* 23. Mai 1878 in Königlich Glugowko, Kreis Schwetz; †  27. Juli 1953 in  Großräschen) war ein deutscher Politiker, Landrat, (SPD).

## Leben
Freter arbeitete zunächst als Schreibgehilfe, war dann als Büroangestellter tätig und erhielt 1902 eine Stelle als Bürovorsteher bei Rechtsanwälten in Berlin. Daneben engagierte er sich gewerkschaftlich und wurde später Bezirksleiter des Büroangestelltenverbandes für Berlin und Brandenburg. Er trat in die SPD ein, war von Februar 1910 bis 1919 Parteisekretär der Berliner Wahlvereine und wurde 1912 Leiter der Rechtsauskunftsstelle des Vorwärts. Ab 1914 nahm er als Soldat am Ersten Weltkrieg teil.
Freter wurde 1919 Stadtverordneter in Berlin-Schöneberg und amtierte von 1920 bis zu seinem Eintritt in den einstweiligen Ruhestand am 27. Juli 1932 als Landrat des Kreises Calau. Er war von 1921 bis 1928 stellvertretendes Mitglied des Preußischen Staatsrates, seit 1927 Mitglied des Kreistages Calau und Mitglied des Brandenburgischen Provinziallandtages sowie von 1928 bis 1932 und erneut 1933 Mitglied des Preußischen Landtages.
Freter lebte seit 1932 in Großräschen und wurde nach der Machtübernahme der Nationalsozialisten im Juni 1933 in Senftenberg verhaftet. 1947 wurde er wiederum Landrat des Kreises Calau.